# Kyōtamba
Kyōtamba (jap. 京丹波町 Kyōtamba-chō) – miasto w Japonii, na wyspie Honsiu, w prefekturze Kioto. Według danych na rok 2020 miejscowość zamieszkiwało 12 907 mieszkańców , a gęstość zaludnienia wyniosła 42,6 os./km².